# Cash and Carry (programa de televisión)
Cash and Carry fue uno de los primeros programas de concurso realizados en la televisión de Estados Unidos. Comenzó siendo emitido en las entonces afiliadas a DuMont Television Network desde el 20 de junio de 1946 hasta el 1 de julio de 1947, siendo conducido por Dennis James. Esto lo convirtió no solo en el único programa emitido los jueves por la noche por la cadena (aunque se trasladó a los martes por la noche en abril), sino también en el primer programa de concursos de televisión "en cadena" (todos los juegos y concursos de televisión anteriores se transmitieron en una sola estación).
Esta serie fue patrocinada por Libby's Foods y producida por Art Stark, más tarde productora de The Tonight Show Starring Johnny Carson de 1962 a 1969. El programa se desarrollaba en un supermercado y los concursantes sacaban de los estantes latas que contenían preguntas para responder.

## Formato
En su libro, The Forgotten Network: DuMont and the Birth of American Television, David Weinstein describió a Cash & Carry como una "adaptación televisiva temprana de Truth or Consequences". James preguntó a los concursantes preguntas adheridas a latas de productos del patrocinador, cuyas respuestas valían entre $5, $10 o $15. Otras tareas consistían en acrobacias, como la que un esposo y una esposa tenían que trabajar juntos por un objetivo común (por ejemplo, la esposa, con los ojos vendados, tenía que alimentar a su esposo).
Los espectadores en casa podían llamar durante el espectáculo para adivinar qué se escondía debajo de un barril.

## Estado de los episodios
No se sabe de la existencia de ningún episodio, ya que casi todas las transmisiones de televisión del primer año de la televisión en cadena de los Estados Unidos se perdieron debido a la falta de medios para preservar dicho contenido. La única excepción son unos pocos episodios de Kraft Television Theatre de inicios de 1947, los cuales fueron grabados para probar el proceso de los kinescopios, lo que permitió la preservación de varias series de televisión.
Sin embargo, aún después de la introducción del kinescopio, muchos programas no fueron grabados hasta fines de los años 60.